# Províncias da Zâmbia
Zâmbia é dividida em 9 províncias. Existe também uma campanha por parte de alguns para uma décima província, a ser chamada "Província de Kafue" com Kaoma como sua capital.

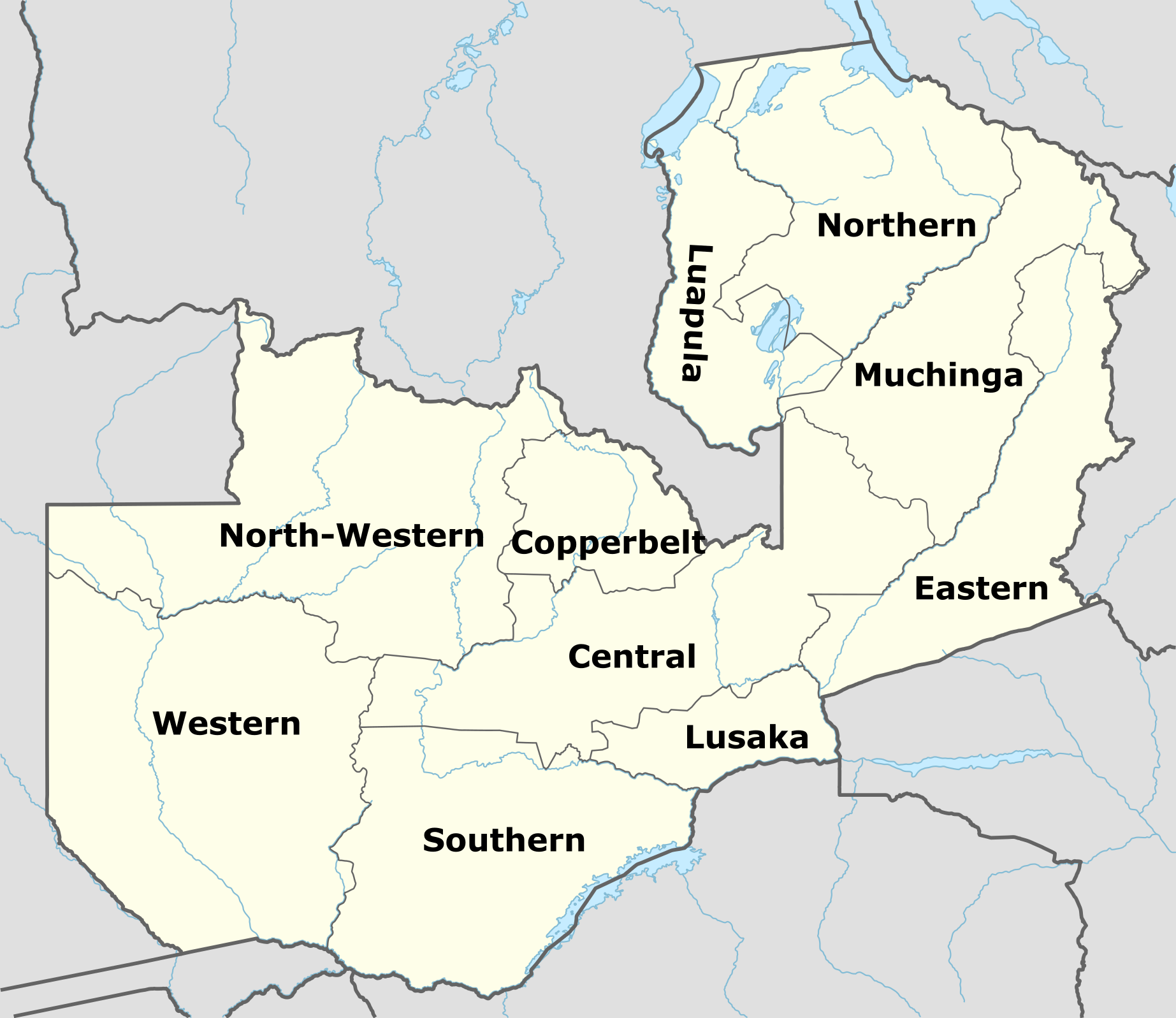
As províncias da Zâmbia

| Província  | Capital     | Área (km²) | População | Densidade (pessoas/km²) | Distritos |
| ---------- | ----------- | ---------- | --------- | ----------------------- | --------- |
| Central    | Kabwe       | 94,395     | 1,012,257 | 10.7                    | 6         |
| Copperbelt | Ndola       | 31,328     | 1,581,221 | 50.5                    | 10        |
| Oriental   | Chipata     | 69,106     | 1,306,173 | 18.9                    | 8         |
| Luapula    | Mansa       | 50,567     | 775,353   | 15.3                    | 7         |
| Lusaka     | Lusaka      | 21,898     | 1,391,329 | 63.5                    | 4         |
| Norte      | Kasama      | 147,826    | 1,258,696 | 8.5                     | 7         |
| Noroeste   | Solwezi     | 125,827    | 583,350   | 4.6                     | 12        |
| Sul        | Livingstone | 85,283     | 1,212,124 | 14.2                    | 11        |
| Ocidental  | Mongu       | 126,386    | 765,088   | 6.1                     | 7         |
| Zâmbia     | Lusaka      | 752,616    | 9,885,591 | 13.1                    | 72        |